# 臥薪嘗胆
臥薪嘗胆（がしんしょうたん）は、復讐を成功するために苦労に耐えるという意味を持つ、中国の故事成語である。紀元前5世紀の呉と越の国家間の戦争に由来する。この成語の現在確認できる初出は、「嘗胆」のみならば『史記』巻41越王勾践世家であるが、「臥薪嘗胆」と揃った形では蘇軾（1037年 - 1101年）の詩『擬孫権答曹操書』中の句「僕受遺以来、臥薪嘗胆』（11世紀後半に成立）に求められる。明治時代の日本において、三国干渉が発生した時に、ロシア帝国に復讐するために耐えようという機運を表すスローガンとして広く使われた。

## 故事の由来と成立

### 故事の由来
『十八史略』によると、紀元前6世紀末、呉王闔閭は先年攻撃を受けた復讐として越に侵攻したが敗れて自らも負傷し、まもなくその傷がもとで病死した。闔閭は後継者の夫差に「必ず仇を取るように」と言い残し、夫差は「三年以内に必ず」と答えた。夫差はその言葉通り国の軍備を充実させ、自らは薪（たきぎ）の上に臥（ふ）すことの痛みでその屈辱を思い出した（臥薪、この記述は『史記』には存在しない）。
まもなく夫差は越に攻め込み、越王勾践の軍を破った。勾践は部下の進言に従って降伏した。勾践は夫差の馬小屋の番人にされるなど苦労を重ねたが、許されて越に帰国した後も民衆と共に富国強兵に励み、その一方で苦い胆（きも）を嘗（な）めることで屈辱を忘れないようにした（嘗胆）。その間、強大化したことに奢った呉王夫差は覇者を目指して各国に盛んに兵を送り込むなどして国力を疲弊させた上、先代の闔閭以来尽くしてきた重臣の伍子胥を処刑するなどした。ついに呉に敗れて20年後、越王勾践は満を持して呉に攻め込み、夫差の軍を大破した。夫差は降伏しようとしたが、条件とした王への復帰を勾践が認めなかったために自殺した。

### 「臥薪嘗胆」の成語の成立
前項に述べたとおり、「嘗胆」は「屈辱を忘れないようにする」という意味で紀元前1世紀の書物『史記』に登場し、その後もよく多くの書物で使用されたが、しばらくは「臥薪」と組み合わせた形ではなかった。「臥薪」は『晋書』『梁書』などで意味は現在のものと同じでありつつも単独で使われ、特に呉越戦争からの成語であるといった修飾文も存在しない。一方で、「臥薪抱火」（わざわざ危地に入ることのたとえ）といった意味が全く異なる別の成語として使用される例も古書（『三国志』や『梁書』）には残っている。
「臥薪嘗胆」と連なった形では、現在残る書物では12・13世紀（宋代）の、蘇軾（1037年 - 1101年）の詩『擬孫権答曹操書』中の句「僕受遺以来　臥薪嘗胆」、以降、『朱子語類』（1270年成立）や『資治通鑑』の胡三省（1230年 - 1287年）による注などから見かけるようになる。特に『通鑑』胡注では、臥薪嘗胆の語の前に「越王勾践の」が修飾されており、呉越戦争に関係していることを明示している。その後14世紀（元代）の書物となると、『遼史』『宋史』『金史』などに多く使われ、『十八史略』等の通俗書にも用いられるようになった。

## 日本での流行
日清戦争の講和条約の下関条約では、一旦清国から日本への遼東半島の割譲が決まったが、ロシア・ドイツ・フランスの三国は、日本は清国に遼東半島を返還するようにと要求した。これを三国干渉（さんごくかんしょう）という。この三国干渉に日本政府は従い、日本は清国に遼東半島を返還した。多くの日本国民は三国干渉に反発し、国民たちの間に「臥薪嘗胆」の言葉が流行して、特にロシアへの反発心が強まっていった。

## 臥薪嘗胆を題材とした作品
- 復讐の春秋 -臥薪嘗胆-（中華人民共和国のテレビドラマ、2007年） - 夫差と勾践との22年間の戦いによる作品。